# Piotr Konrad Wiśniewski
Piotr Konrad Wiśniewski – polski informatyk, dr hab. nauk technicznych, profesor uczelni Wydziału Matematyki i Informatyki Uniwersytetu Mikołaja Kopernika w Toruniu.

## Życiorys
7 listopada 2001 obronił pracę doktorską Twierdzenie Laskera - Noether dla przemiennych i noetherowskich algebr modułowych nad punktową algebrą Hopfa, 29 kwietnia 2015 habilitował się na podstawie pracy zatytułowanej Optymalizacja zapytań w architekturach z odwzorowaniami obiektowo-relacyjnymi. Awansował na stanowisko profesora uczelni na Wydziale Matematyki i Informatyki Uniwersytetu Mikołaja Kopernika w Toruniu.